# Chalé de ferro da antiga residência de Eugênio da Silva Gaspar
O chalé de ferro da antiga residência de Eugênio da Silva Gaspar é uma edificação histórica da cidade de Belém, no estado do Pará, no Brasil, onde funcionou a Imprensa Oficial do Estado. Por sua importância histórico-cultural, O Chalé de Ferro da Antiga Residência de Eugênio da Silva Gaspar (Imprensa Oficial do Estado) foi tombado como patrimônio cultural do estado do Pará, pelo Departamento de Patrimônio Histórico Artístico e Cultural do Estado do Pará (DPHAC), em 1982.

## História
Durante a ascensão do Ciclo da Borracha no Pará, no início do século XX, as famílias burguesas possuíam residências suburbanas, afastadas do núcleo central e urbanizado de Belém, em localidades com ocupação mais rural. O objetivo dessas residências era servir como casas de veraneio ou de lazer de final de semana. Eram edificações de formas mais assobradadas ou de palacete, largamente inspiradas em modelos europeus, e admirados pela elite da borracha. Algumas delas possuíam torres e telhados adequados ao derretimento de neve, remetendo aos chalés existentes em climas frios e montanhosos.
São três os chalés remanescentes deste período, que constituem os "três únicos exemplares de arquitetura residencial pré-fabricada e importada" no Brasil: Chalé de Ferro da Antiga Residência de Eugênio da Silva Gaspar, Chalé de Ferro do Bosque Rodrigues Alves e Chalé de Ferro do Campus Universitário do Guamá.

## Arquitetura
O Chalé de Ferro da Antiga Residência de Eugênio da Silva Gaspar é um dos três chalés construídos no final do século XIX para habitação de técnicos e engenheiros de empresas inglesas (no caso, foi construído para Eugênio da Silva Gaspar e sua família). Localiza-se à avenida Almirante Barroso e foi construído com peças pré-fabricada de metal produzidas por Walter Mc Farlane, empresa belga, em sistema Danly. Os imóveis eram escolhidos em catálogos, suas estruturas em módulos de ferro eram importadas e instaladas de forma muito rápida, em tempo recorde; sendo "as primeiras construções pré-fabricadas bem sucedidas, com durabilidade comprovada".
Dos três chalés remanescentes, esse é o de linhas arquitetônicas mais simples e menos rebuscadas, e se localizava à Estrada de Ferro de Bragança (no atual Bairro do Marco), local muito afastado do centro de Belém. A edificação ficava posicionada em terreno com "imenso jardim de árvores frondosas, geralmente frutíferas, da Amazônia, que proporcionavam boa sombra sobre os largos gramados ao gosto de seus moradores estrangeiros. A área, cercada por muros em grades de ferro ao modelo da época, compunha uma trilogia casa-jardim-rua, elementos que integrados mantinham a inteira privacidade da moradia".
Seu uso variou ao longo dos anos:
- ? - habitação de técnicos e engenheiros de empresas inglesas,
- 1932 - instalação provisória da polícia Militar,
- 1946 - Departamento de Estradas de Rodagem (DER),
- 1964 - Imprensa Oficial do Estado,
- doado à Prefeitura de Belém,
- remontado no campus da UFPA.

Atualmente, é o imóvel menos descaracterizado dos três chalés.

### Características arquitetônicas
Possui pequeno alpendre. Os cômodos da residência se distribuem ao longo de um corredor central, em ambos os lados do mesmo. As paredes ocas possuem 40 centímetros de espessura. A cobertura em duas águas, tem estrutura de ferro e é coberta com telhas onduladas. Os forros são horizontais e recobertos por chapas de ferro.

## Tombamento
O Chalé de Ferro da Antiga Residência de Eugênio da Silva Gaspar (Imprensa Oficial do Estado) foi tombado como patrimônio cultural do estado do Pará, pelo DPHAC, em 02 de julho de 1982.